# Kurt Koch
Kurt Koch (Emmenbrücke, Suiza, 15 de marzo de 1950) es un cardenal suizo de la Iglesia católica, presidente del Pontificio Consejo para la Promoción de la Unidad de los Cristianos desde julio de 2010.

## Biografía

### Formación
Efectúa sus primeros estudios en el pueblo de su infancia. Entra en la facultad de teología de la Universidad de Lucerna. Obtiene su licenciatura en teología en 1975.
Trabaja en la comisión Justicia y Paz de la Conferencia de Obispos Suizos sobre las cuestiones de bioética de la sociedad de hoy. Desde 1979 es profesor asistente en teología sistemática en Lucerna.

### Sacerdocio
Ordenado sacerdote el 20 de junio de 1982 por Mons. Otto Wüst, obispo de Basilea, fue nombrado vicario en la parroquia de Santa María en Berna hasta 1985.
Es titular de un doctorado en teología, obtenido en 1987, con la tesis El Dios de la historia. La teología de la historia en Wolfhart Pannenberg como un paradigma de la teología filosófica en una perspectiva ecuménica. Es también profesor invitado en la Universidad de Friburgo (Suiza) por un semestre. De 1982 a 1989, es profesor de teología dogmática y de moral en el Instituto catequético de Lucerna. Después de 1989, fue profesor de teología dogmática y litúrgica en la facultad de Lucerna hasta su nominación episcopal.

### Episcopado
El 21 de agosto de 1995 fue elegido obispo de Basilea y su nombramiento es confirmado el 6 de diciembre siguiente por el papa Juan Pablo II. Fue ordenado obispo el 6 de enero de 1996 por el mismo papa.
El 1 de julio de 2010 el papa Benedicto XVI lo eleva a la dignidad de arzobispo y lo nombra presidente del Pontificio Consejo para la Promoción de la Unidad de los Cristianos, donde sucede al cardenal Walter Kasper.

### Cardenalato
Fue creado cardenal por el papa Benedicto XVI en el consistorio celebrado el 20 de noviembre de 2010, asignándole la Diaconía de Nuestra Señora del Sagrado Corazón. El 3 de mayo de 2021, durante un Consistorio presidido por el papa Francisco, es promovido a la Orden de los Presbíteros manteniendo la Diaconía elevada pro hac vice a título cardenalicio. 
El 1 de julio de 2015 fue confirmado como presidente del Pontificio Consejo para la Promoción de la Unidad de los Cristianos in aliud quinquennium .
El 14 de diciembre de 2015 fue confirmado como miembro del Congregación para la Doctrina de la Fe.
El 12 de abril de 2016 fue confirmado como miembro de la Congregación para las Causas de los Santos in aliud quinquennium
El 16 de diciembre de 2018 fue confirmado como miembro de la Congregación para los Obispos in aliud quinquennium.
El 19 de mayo de 2020 fue confirmado como miembro del Pontificio Consejo para el Diálogo Interreligioso  in aliud quinquennium.
El 1 de julio de 2020 fue confirmado como presidente del Pontificio Consejo para la Promoción de la Unidad de los Cristianos in aliud quinquennium .
El 22 de diciembre de 2020 fue confirmado como miembro de la Congregación para la Doctrina de la Fe in aliud quinquennium.
El 12 de abril de 2021 fue confirmado como miembro de la Congregación para las Causas de los Santos in aliud quinquennium
El 22 de junio de 2021 fue confirmado como miembro de la Congregación para la Educación Católica ad aliud quinquennium.
Tras la entrada en vigor de la constitución apostólica Praedicate evangelium el 5 de junio de 2022 pasó a ser prefecto del Dicasterio para la Promoción de la Unidad de los Cristianos.
El 16 de diciembre de 2023 fue confirmado como miembro del Dicasterio para los Obispos ad aliud quinquennium.
El 6 de febrero de 2025 fue investido doctor honoris causa por la Universidad Católica de Valencia, pronunciando una lectio titulada El Concilio Vaticano II entre tradición y modernidad.